# Сем Райдер
Сем Райдер Робінсон (нар. 25 червня 1989, Sam Ryder Robinson), знаний як Сем Райдер — британський співак, гітарист, автор пісень й інфлуенсер. Представник Великої Британії на Пісенному конкурсі Євробачення 2022 в Турині, Італія з піснею «Space Man», де посів друге місце та став переможцем за результатами голосування журі. Райдер став відомим у 2020 році, після публікації музичних каверів у TikTok, під час першого локдауну пандемії COVID-19 у Великій Британії. Його музика охоплювала різні жанри: рок, поп, альтернативний рок та металкор, з використанням його вокалу та фальцету.
Райдеру приписують допомогу у зміні поглядів британської громадськості та преси щодо Євробачення. Його пісня «Space Man» досяла другого місця в UK Singles Chart і стала найкращим результатом Британії на Євробачення вперше з 1996 році. Співак був номінований на найкращого нового виконавця на премії Brit Awards 2023 року, ставши першим виконавцем Євробачення, номінованим у цій категорії. 2023 року Райдер був номінований на премію «Еммі» у праймтайм за сингл «Fought & Lost».

## Біографія
Сем Райдер Робінсон народився 25 червня 1989 року у місті Малдон, графство Ессекс, як молодша дитина в родині Кіта Робінсона, столяра, та його дружини Джеральдін (уроджена Костелло), асистентки стоматолога з району Гакні, Лондон. У Сема є дві старші сестри — Кеті Джоан і Наталі Енн, обидві народилися в Ньюгемі, східний Лондон, за три роки і один рік до нього відповідно.
Райдер виріс у Челмсфорді, Ессекс, і відвідував місцеву католицьку школу Святого Джона Пейна.
Його першою роботою була доставка паперів для The Essex Chronicle у дитинстві.
Райдер був натхненний розвиватися в музичній кар'єрі після того, як в 11 років побачив канадський рок-гурт Sum 41 на концерті. Райдер є «великим шанувальником» Євробачення і називає фінський рок-гурт Lordi своїм натхненням у початку навчанні грі на гітарі після того, як вони виграли на Євробаченні 2006 року.

### Особисте життя
Райдер почав професійно займатися музикою у віці 13 років і провів більшу частину свого дорослого життя, гастролюючи, пишучи пісні та виступаючи у складі інших гуртів, а колись навіть проживав на Гаваях. 2018 року він потрапив у аварію на серфінгу, що підштовхнуло його докласти більше зусиль до своєї музичної кар'єри. Райдер любить серфінгувати узбережжям Великої Британії у вільний час, медитувати, подорожувати, їздити по гоночних трасах, кататися на ковзанах і сноуборді.
Сем — веган і колись володів веганським кафе в Коггешаллі, Англія.
Райдер перебуває у тривалих стосунках зі своєю партнеркою Лоїс Гаскін-Барбер.
Серед музикантів, які мали на нього значний вплив, Сем називає Девіда Бові, Елтона Джона, Фредді Мерк'юрі та гурт Queen.
Райдер вірить в інопланетян, і певний час разу хотів стати астронавтом. Він також стверджує, що бачив НЛО, перебуваючи на Гаваях у дитинстві.

## Кар'єра

### Початок кар'єри
Райдер дебютував як співак і гітарист у віці 16 років, коли він став співзасновником гурту The Morning After,з яким він випустив два студійні альбоми. Після розколу The Morning After Сем приєднався як гітарист і новий вокаліст до канадського рок-гурту Blessed by a Broken Heart і зробив внесок у їхній альбом Feel the Power. Співак покинув гурт у 2013 році і пройшов прослуховування, щоб стати новим вокалістом американського рок-гурту Close Your Eyes, а також зробив внесок у їхній альбом Line in the Sand і пішов у 2014 році.
Після виходу з Close Your Eyes Райдер повернувся до Британії і працював на будівництві разом зі своїм батьком, допомагав будувати стадіон «Вемблі».
У 2016 році Райдер записав альбом з продюсером Брайаном Вілсоном у Нашвіллі, штат Теннессі, хоча так його й не випустив. Пізніше він відкрив веганське кафе в Коггешаллі, Англія, до його закриття в 2019 році.
Сем був весільним співаком на південному сході Англії до пандемії COVID-19.

### Участь у Євробаченні

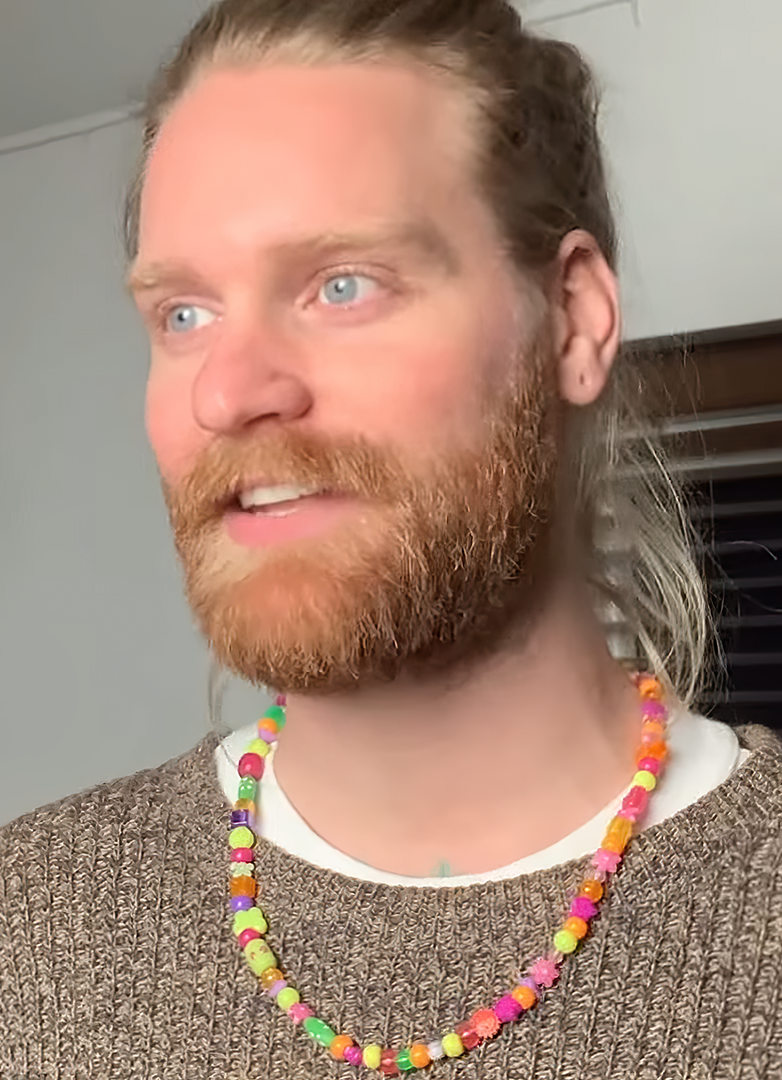
Сем у 2021 році

Райдер став відомим завдяки TikTok, коли, починаючи з першого локдауну під час пандемії COVID-19 у березні 2020 року, почав публікувати свої музичні кавери. Він привернув увагу таких музикантів, як Елтон Джон, Sia, Джастін Бібер й Аліша Кіз. До кінця того ж року Райдер був названий найпопулярнішим британським митцем на платформі TikTok. Пізніше він підписав контракт із Parlophone. 2021 року Райдер випустив свій дебютний міні-альбом The Sun's Going to Rise, який зібрав понад 100 млн глобальних стрімінгових прослуховувань. Після цього відбувся аншлаговий тур.
Райдер написав «Space Man» під час пандемії, а в січні 2022 року пісня була відправлена в TaP Music і BBC. У тому ж місяці він прийняв їх пропозицію представляти Велику Британію на конкурсі Євробачення. 10 березня 2022 року він був оголошений представником своєї країни з піснею «Space Man». Райдер гастролював Європою з березня по травень 2022 року, щоб просувати свою пісню. В інтерв'ю для Sky News він розповів про травму, яку отримав у Мадриді під час свого туру після того, як врізався в металевий прут. 12 травня 2022 року BBC показали документальний фільм на BBC iPlayer та YouTube, в якому детально описали музичний шлях Райдера до Євробачення.
На фіналі Євробачення в Турині, Італія, Сем фінішував на другому місці з 466 балами. Він виграв голосування журі й приніс найкращий результат Британії вперше з 1998 року і досяг першої трійки лідерів уперше з 2002 року. Райдер також виграв премію Марселя Безансона від преси, ставши першим британським виконавцем, який отримав цю нагороду. Після конкурсу пісня «Space Man» досяла другого місця в UK Singles Chart, ставши найпопулярнішою композицією у чартах Великої Британії на Євробаченні з часів 1996 року.

### Подальший розвиток
У липні 2022 року Райдер виконав британський національний гімн на Гран-прі Великої Британії в Сільверстоуні.

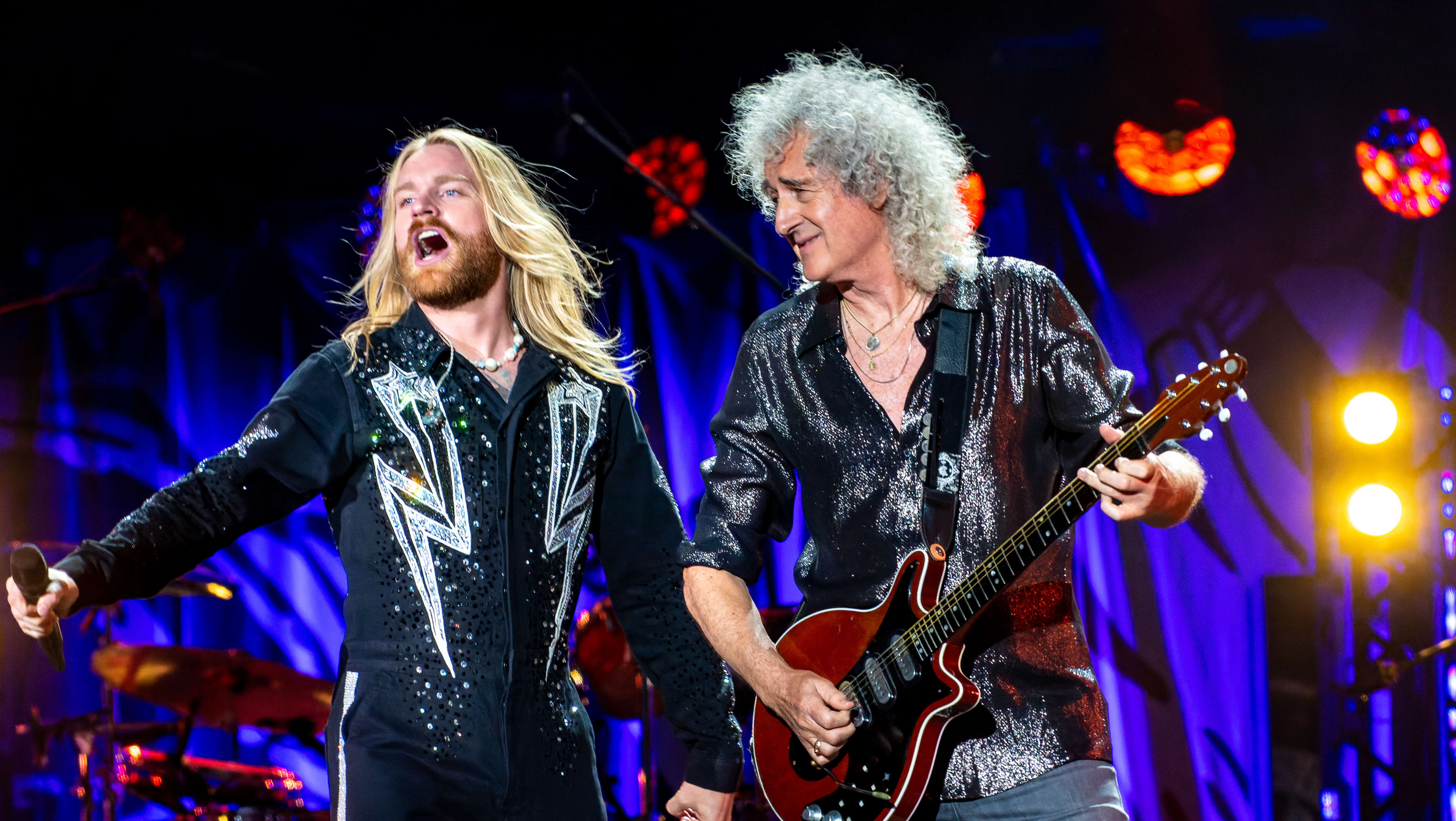
Сем Райдер і Том Гокінс

19 серпня він випустив свій наступний сингл «Somebody», який досяг 77-го місця в UK Singles Chart. 2 вересня 2022 року Райдер випустив «Living Without You», у співпраці з Сігалою та Девідом Гетта. 3 вересня він виконав пісню Queen «Somebody to Love» разом з членами гурту Браяном Меєм та Роджером Тейлором на концерті-триб'юті Тейлора Гокінса на лондонському стадіоні «Вемблі». 26 вересня 2022 року Сем виступив у Lafayette в Лондоні на National Album Day у партнерстві з благодійною організацією War Child.
У період з жовтня по листопад 2022 року Райдер розпочав свій перший європейський тур, який охопив 19 дат, який розпочався 12 жовтня в Кельні, Німеччина, і закінчився в Лондоні 24 листопада.
13 жовтня 2022 року Райдер відкрив Національну телевізійну премію.
4 листопада 2022 року вийшов «All the Way Over» як наступний сингл з його майбутнього дебютного альбому.

9 грудня вийшов його дебютний студійний альбом співака There's Nothing but Space, Man!. Альбом дебютував на вершині UK Albums Chart, що зробило Райдера першим британським сольним виконавцем-чоловіком, який дебютував на першому місці зі своїм першим записом за понад три роки, і першим сольним виконавцем, який дебютував на першому місці після Олівії Родріго у 2021.Того ж місяця Райдер також виступав на Королівському вар'єте.

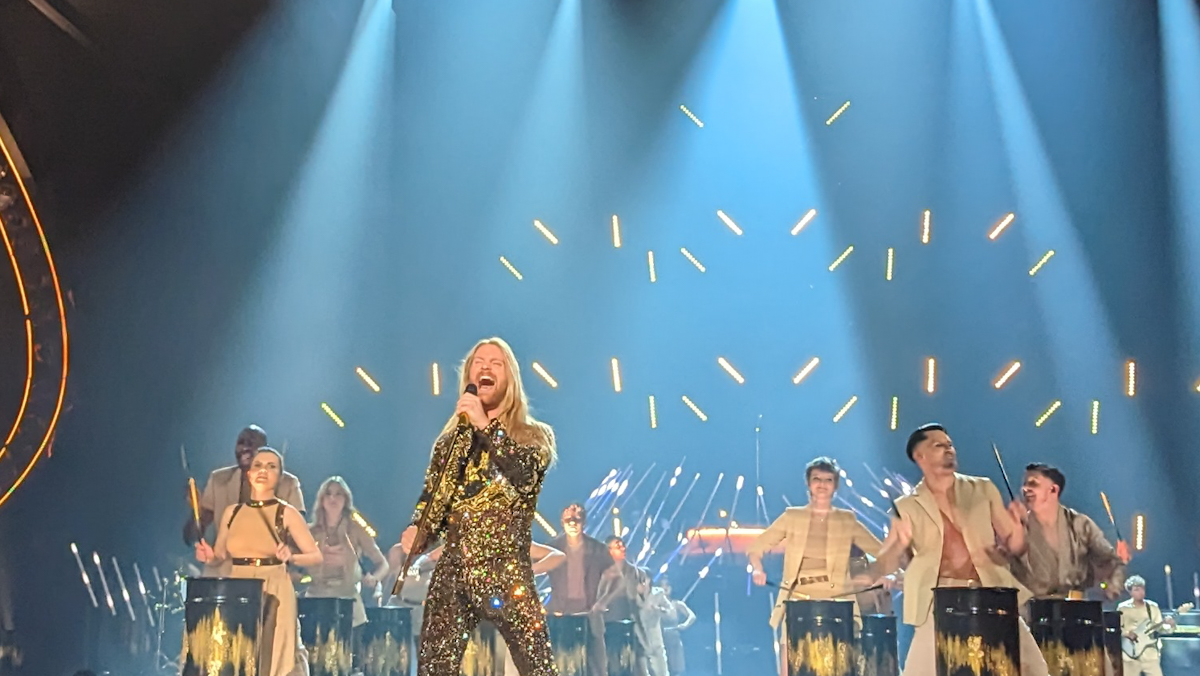
Виступ Райдера в інтервал-акті Євробачення 2023

22 листопада Райдер анонсував спеціальне новорічне шоу, яке транслювалося 31 грудня 2022 року та 1 січня 2023 року на BBC One та iPlayer під назвою Sam Ryder Rocks New Year's Eve. До нього приєдналися запрошені музиканти, серед яких, зокрема Melanie C, Sigrid та Джастін Хокінс.
У січні 2023 року Райдер був номінований на найкращого нового виконавця премії Brit Awards 2023 року, ставши першим виконавцем Євробачення, номінованим у цій категорії.
У травні 2023 року він випустив свій новий сингл «Mountain» і виконав його на фіналі Євробачення 2023. Пісня досягла 35-го місця в UK Singles Chart.

## Дискографія

### Альбоми
| Назва                           | Рік           | Лейбл      | Сертифікація |
| ------------------------------- | ------------- | ---------- | ------------ |
| There's Nothing but Space, Man! | 9 грудня 2022 | Parlophone | Срібло       |

### EP
| Назва                    | Рік             | Лейбл      |
| ------------------------ | --------------- | ---------- |
| The Sun's Gonna Rise     | 24 вересня 2021 | Parlophone |
| Apple Music Home Session | 18 березня 2022 | Parlophone |
| Apple Music Home Session | 7 жовтня 2022   | Parlophone |

### Сингли
| Назва                                               | Рік  | Альбом                          |
| --------------------------------------------------- | ---- | ------------------------------- |
| «Set You Free»                                      | 2019 | поза альбомом                   |
| «Whirlwind»                                         | 2021 | The Sun's Gonna Rise            |
| «Tiny Riot»                                         | 2021 | The Sun's Gonna Rise            |
| «July»                                              | 2021 | The Sun's Gonna Rise            |
| «More»                                              | 2021 | The Sun's Gonna Rise            |
| «The Sun's Gonna Rise»                              | 2021 | The Sun's Gonna Rise            |
| «Space Man»                                         | 2022 | поза альбомом                   |
| «Somebody»                                          | 2022 | There's Nothing but Space, Man! |
| «Living Without You» (разом Sigala та David Guetta) | 2022 | There's Nothing but Space, Man! |
| «All the Way Over»                                  | 2022 | There's Nothing but Space, Man! |
| «Put a Light on Me»                                 | 2023 | There's Nothing but Space, Man! |
| «You Got the Love»                                  | 2023 | поза альбомом                   |
| «Mountain»                                          | 2023 | поза альбомом                   |
| «Fought & Lost» (разом з Brian May)                 | 2023 | поза альбомом                   |

## Нагороди
| Рік  | Церемонія                                   | Категорія                              | Номінація                                                  | Результат    |
| ---- | ------------------------------------------- | -------------------------------------- | ---------------------------------------------------------- | ------------ |
| 2020 | The TikTok Awards                           | Найпопулярніший британський виконавець | Сем Райдер                                                 | Перемога     |
| 2020 | The TikTok Awards                           | Найуподобаніший британський виконавець | Сем Райдер                                                 | Перемога     |
| 2021 | The TikTok Awards                           | Найпопулярніший британський виконавець | Сем Райдер                                                 | Перемога     |
| 2022 | Премія Марселя Безансона                    | Нагорода преси                         | Сем Райдер                                                 | Перемога     |
| 2022 | Edinburgh International Television Festival | ТВ момент року                         | «Space Man» — Eurovision Performance                       | Номінація    |
| 2022 | Los 40 Music Awards                         | Кращий міжнародний новий виконавець    | Сем Райдер                                                 | Номінація    |
| 2022 | The TikTok Awards                           | Прорив року                            | Сем Райдер                                                 | Перемога     |
| 2022 | The TikTok Awards                           | Найпопулярніший британський виконавець | Сем Райдер                                                 | Перемога     |
| 2023 | Brit Awards                                 | Найкращий новий виконавець             | Сем Райдер                                                 | Номінація    |
| 2023 | MTV Europe Music Awards                     | Best Push                              | Сем Райдер                                                 | В очікуванні |
| 2023 | Global Awards                               | Висхідна зірка                         | Сем Райдер                                                 | Номінація    |
| 2023 | Primetime Emmy Awards                       | Видатна оригінальна музика та текст    | «Fought & Lost» (з Джеймі Гартман і Том Гов у «Тед Лассо») | В очікуванні |